# Smørkærnetårn
Et Smørkærnetårn eller kærnetårn (tysk: Butterfassturm) er et todelt forsvarstårn, hvor den øverste sektion har en mindre diameter end den nederste.
Dette design skaber et fremspring eller en vægtergang eller kampplatform cirka halvvejs oppe, som fungerer som en skyttegang, mens det smallere tårn, der rejser sig fra denne platform, fungerer som et hævet observationspunkt. De to sektioner af tårnet er som regel cylindriske, men i sjældnere tilfælde kan smørkærnetårne have kvadratisk grundplan. Navnet stammer fra formen, som minder om en oprejst smørkærne: en cylindrisk beholder med en kortere, smallere øvre sektion.
Designet opstod i 1300-tallet og blev især anvendt til bergfriede i borge i Europa, men også til forskellige fæstningstårne og vagttårne på bymure. Det havde ikke væsentligt større forsvarsmæssig værdi end almindelige tårne, men gav bedre udsyn over længere afstand. Opførelsen af kærnetårne var sandsynligvis mere symbolsk end strategisk.
I senmiddelalderen blev mange smørkærnetårne opført i regionen Mellemrhinen–Sydhessen–Taunus. Eksempler omfatter tårnene i Bad Homburg (Der Weiße Turm, Det Hvide Tårn), Friedberg (Adolfsturm), Idstein (Heksetårnet og bergfried ved Burg Idstein) og Oberwesel (Oksetårnet). Marksburg over Braubach ved Rhinen havde en kvadratisk bergfried, hvortil der i 1468 blev tilføjet et lille smørkærnetårn. Det brændte ned i 1705 og blev genopbygget i 1905.
Et af de højeste tårne er det 56 m høje Runder Turm, der er vartegn i byen Andernach, som blev opført i 1453 med en usædvanlig variation: et ottekantet øvre tårn med en tagkonstruktion med stengavle.
Den højeste bergfried på en med smørkærnetårn var ved Burg Rheinfels over Sankt Goar ved Rhinen, der havde en 54 m høj platform, men blev ødelagt i 1797 sammen med resten af borgen.
Den tredjehøjeste bevarede bergfried i Tyskland står ved Osterburg nær Weida i Thüringen; den er 53 m høj og også konstrueret som smøkærnetårn. Det er samtidig en af de ældste bevarede bergfrieds, opført i 1193. Den måler 24 m til platformen og har et ottekantet, stentag i konisk form fra 1400-tallet.